# Admiral Lasarew (Schiff, 1869)
Admiral Lasarew (russisch: Адмирал Лазарев, Transliteration: Admiral Lazarev) war der Name einer Panzerturmfregatte der Kaiserlich Russische Marine. Sie war Typschiff einer Serie von vier Schiffen. Die Schiffe der Admiral-Lasarew-Klasse waren die ersten größeren gepanzerten Einheiten der russischen Marine, die ihre Bewaffnung in Geschütztürmen führten. Das Bauprogramm trug wesentlich zur Entwicklung der russischen eisenverarbeitenden und Schiffbauindustrie bei.

## Geschichte
Russland hatte 1863 mit dem Bau von gepanzerten Kriegsschiffen im größeren Ausmaß begonnen. Die zehn 1864/65 in Dienst gestellten Monitore der Bronenossez-Klasse sowie das Kanonenboot Smertsch waren für die damalige Zeit moderne Schiffe. Sie trugen ihre Hauptbewaffnung in Geschütztürmen. Nachteil war neben dem kleinen Fahrbereich vor allem der geringe Freibord. Da zur damaligen Zeit die Kaiserlich Russische Marine ihren Dienstbetrieb auf See nur während der Navigationsperiode im Sommer durchführte, war dieser Umstand zunächst nicht allzu störend. Für einen Einsatz auf hoher See, aber auch im Schwarzen Meer, im Mittelmeer und in der Ostsee im Herbst und im Winter waren diese Boote jedoch wenig geeignet. Unter Beibehaltung der grundsätzlichen Konstruktion sollte daher ein mehr oder weniger hochseetaugliches Schiff nach dem verbesserten Entwurf der schwimmenden Batterien entstehen. Im 1864 verabschiedeten Schiffbauprogramm war ursprünglich unter anderem der Bau von acht größeren Schiffen vorgesehen, letztendlich wurde im August 1864 der Bau von vier Schiffen beschlossen: der Lasarew, der Greig, der Spiridow und der Tschitschagow. Der innerhalb von drei Monaten ausgearbeitete Entwurf sah eine Vergrößerung der Leistung der Maschinenanlage von 350 auf 400 PS vor. Anstelle der Batterieaufstellung der Geschütze sollten die Schiffe Geschütztürme bekommen. Der Entwurf E-3 sah eine Länge in der Wasserlinie von 75,6 m, eine Breite von 13,1 m und einen Tiefgang von 4,72 m vor. Die Verdrängung sollte bei 3007 tn.l. liegen. Der Entwurf E-2 sah eine schärfere Rumpfform vor, der Tiefgang erhöhte sich auf 4,9 m, die Verdrängung vergrößerte sich auf 3196 tn.l. Da der gleichzeitige Bau von vier Schiffen die Möglichkeiten der Admiralitätswerften überstieg, sollte der Bau auf verschiedene russische Werften aufgeteilt werden. Geplant war der Bau von zwei Schiffen nach dem Entwurf E-3 und von zwei weiteren Schiffen nach dem Entwurf E-2.
Jedes der Schiffe sollte drei Panzertürme erhalten. Die Monitore der Bronenossez-Klasse waren mit einem Turm ausgerüstet, der auf einer Konstruktion von John Ericsson beruhte, während der auf der Smertsch eingebaute Turm nach den Prinzipien von Cowper Phipps Coles konstruiert war. Die praktischen Erfahrungen hatten gezeigt, dass die Konstruktion von Cowles der von Ericsson überlegen war. Nachteilig war vor allem der hohe Schwerpunkt der Ericsson-Konstruktion. Die Schiffe sollte daher Panzertürme nach dem Vorbild der Smertsch erhalten. Von Anfang an war die Einrüstung von 22,9-cm-Kanonen mit gezogenem Rohr vorgesehen. Diese nach einem Entwurf von Krupp gebaute Waffe war das erste moderne Hinterladergeschütz, das in Russland produziert wurde.
Die Schiffe sollten auf russischen Werften gebaut werden, und es sollte ausschließlich in Russland hergestelltes Eisen für den Bau verwendet werden. Dies trug sicherlich zur Entwicklung der russischen Schiffbauindustrie bei, machte den Bau aber langwierig und kompliziert.
Größtes Problem bei der Entwicklung von Panzertürmen zur damaligen Zeit war die Lagerung der Geschützlafette. Da hydraulische Rohrbremsen bis in die 1870er-Jahre nicht verfügbar waren, musste der Rückstoß der Kanone kompensiert werden. Gewöhnlich geschah dies dadurch, dass das Geschütz anfangs direkt auf Deck, später auf am Deck befestigten Schienen zurückrollte. Die Herausforderung für die Konstrukteure bestand darin, den Rohrrücklauf so zu begrenzen, dass ein Geschütz innerhalb eines Panzerturmes aufgestellt werden konnte. Bei den ersten Konstruktionen von Geschütztürmen war die Lafette unbeweglich auf der Drehscheibe des Turms befestigt. Mit der Drehscheibe wurde die Lafette um den Pivotzapfen seitlich geschwenkt. Der Pivotzapfen konnte sich – wie bei Geschütztürmen – im Mittelpunkt der Drehscheibe befinden. Für die Aufstellung in Kasematten, Zitadellen und Batterien auf Schiffen sowie für Küstengeschütze ordnete man den Pivotzapfen auch außerhalb des Mittelpunktes der Drehscheibe an. Bei den ersten Konstruktionen von Cowles lief das Geschütz auf einer nach hinten geneigten Gleitbahn zurück. Der Rückstoß wurde durch die Reibung der Lafette auf der Gleitbahn, die Neigung und durch die für die damalige Zeit typischen Trossen, mit denen die Lafette auf der Gleitbahn vertäut war, gedämpft. Insgesamt konnte damit die Länge des Rohrrücklaufs auf ein vertretbares Maß reduziert werden. Ericsson setzte die Lafette auf Rollen und dämpfte den Rückstoß zusätzlich durch einen Reibungsdämpfer, der mit den Rollen verbunden war. Der Dämpfer bestand aus mit der Lafette verbundenen Scheiben und Platten, die mit dem Rahmen verbunden waren. Vor dem Schuss wurden Platten und Scheiben zusammengepresst, was die Reibung erhöhte. Nach Abgabe des Schusses und nachdem die Waffe auf der Gleitbahn zurückgelaufen war, wurde der Dämpfer gelöst und die Lafette konnte leicht in die Schussposition zurückrollen. Reibungsdämpfer wurden schon früher auf Schiffen angewandt. Die Konstruktion von Ericsson zeichnete sich dadurch aus, dass die Reibung während des Zurücklaufens praktisch konstant blieb. Außerdem konnte sie durch eine Vergrößerung der Platten und Tafeln leicht erhöht werden, die Reibungskraft wuchs dabei proportional zu deren Anzahl an. Nachdem Armstrong einige Verbesserungen an der Konstruktion vorgenommen hatte, fand sie bei der Schiffsartillerie und Küstengeschützen breite Anwendung. In Russland erwarb sich Generalleutnant F. W. Pestitsch (Ф. В. Пестич), Chef der Artillerieabteilung des Kriegshafens Kronstadt, Verdienste bei der Entwicklung von Panzertürmen und Lafetten. Nach langwierigen Versuchen entwickelte Pestitsch 1871 einen Panzerturm für die 11-Zoll-Kanone M1867, der auf allen zeitgenössischen russischen Turmschiffen zum Einsatz kam. Zur Vergrößerung des Höhenrichtbereiches konnte bei der von Pestitsch konstruierten Lafette der Schildzapfen der Kanone angehoben bzw. abgesenkt werden.
Namensgeber des Schiffes war der russische Admiral Michail Petrowitsch Lasarew. Lasarew hatte sich unter anderem in der Schlacht von Navarino ausgezeichnet und war von 1833 bis zu seinem Tode 1851 Befehlshaber der Schwarzmeerflotte.

## Konstruktion und Bau

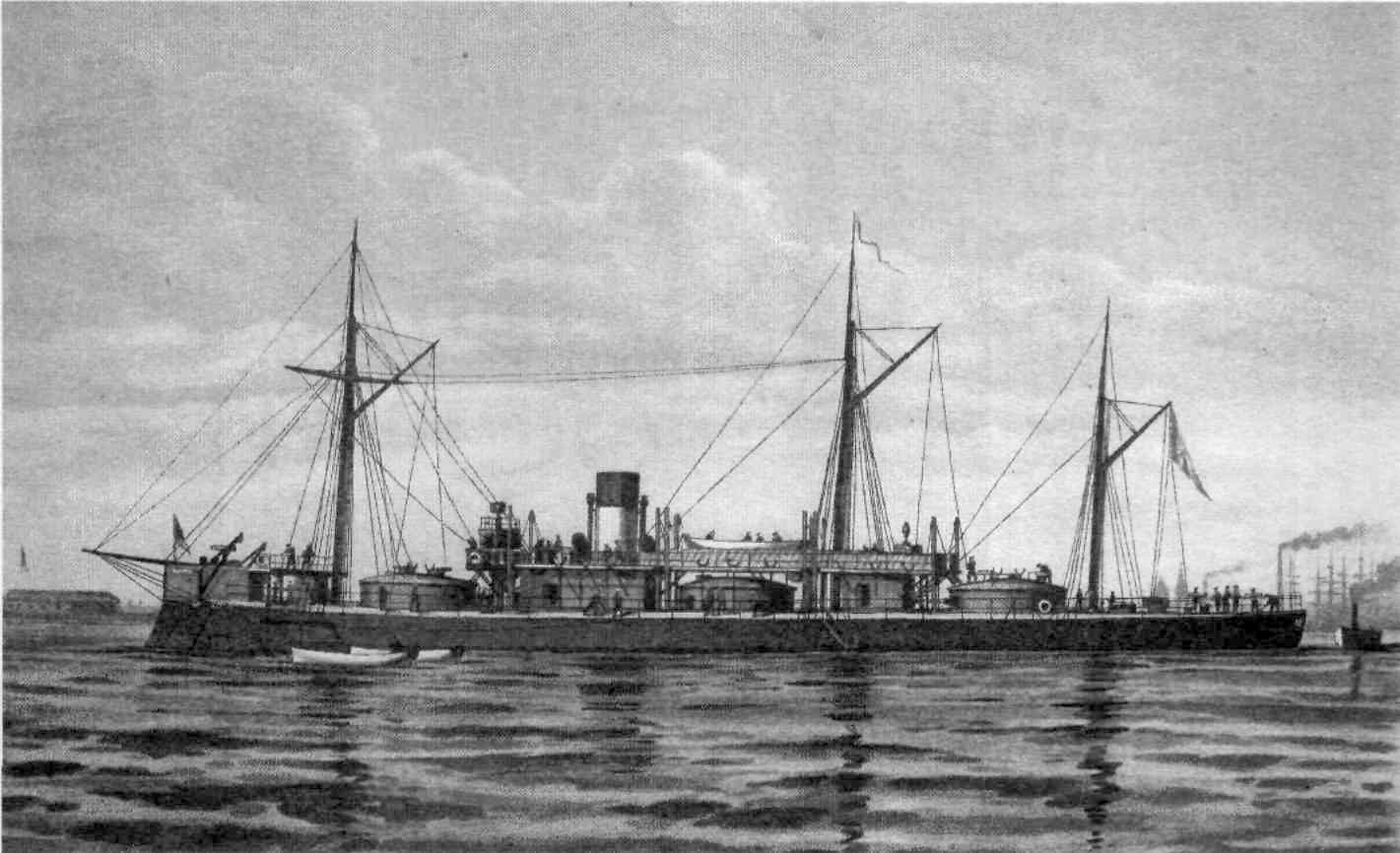
Panzerturmfregatte Admiral Lasarew

Den Auftrag für die Admiral Lasarew erhielt die Werft Carr and MacPherson (Карр & Макфердсон, später Baltische Werke) in Sankt Petersburg. Gebaut werden sollte das Schiff nach dem Entwurf E-3. Die vorbereitenden Arbeiten begannen am 20. April 1865. Der Bau dieser modernen Schiffe in Russland erforderte die Lösung einer Reihe von organisatorischen und technischen Fragen. Das Sortiment der eisenerzeugenden Betriebe musste an die Anforderungen des modernen Schiffbaus angepasst und eine Organisation zur Qualitätssicherung geschaffen werden. Dabei waren jedoch die technologischen Möglichkeiten der russischen Hersteller zu berücksichtigen. Teilweise mussten bereits hergestellte Teile nochmals produziert oder nachgearbeitet werden, da sie den Qualitätsanforderungen nicht genügten. Die Panzerung für die Admiral Lasarew und die Schwesterschiffe wurde von den Ischorski-Werken geliefert, ein Teil auch von dem Eisenwerk der Bergbaubehörde in Kamensk.
Weiterhin wurde der Bau der Schiffe durch laufende Änderungen am Projekt verzögert. So wurde nach dem Vorbild des britischen Schiffes Bellerophon ein doppelt beplankter Bug vorgesehen. Die Verstärkung der Struktur sollte Rammstöße ermöglichen und den Rumpf vor Beschädigungen bei Aufnehmen des Ankers in stürmischer See schützen. Nach der Havarie der Kanonenboote Smertsch und Latnik im Jahr 1865 wurde die bis dahin gebräuchliche Verlegung der Lüftungsrohre aufgegeben. Stattdessen sollten sie an den Deckträgern aufgehängt werden. Bei der Durchführung durch ein Hauptschott sollten die Lüftungsrohre Sperrventile bekommen. Dadurch sollte sichergestellt werden, dass die Schotten tatsächlich in jedem Fall wasserdicht waren. Auf Vorschlag des Vorsitzenden des Schiffbaukomitees Generalmajor S. I. Tschernjawski (С. И. Чернявский) wurde die Stärke der Panzerung der Bordwände von 114 auf 152 mm angehoben, obwohl die Herstellung derartig starker Panzerplatten Schwierigkeiten bereitete.
Die Panzerung war mehrschichtig aufgebaut. Auf den Rumpf wurde zunächst eine Lage von Planken aus Teakholz mit einer Stärke von 229 mm aufgebracht, darauf eine Lage von Eisenplatten mit einer Stärke von 25,4 mm. Darauf wurde eine Lage vertikal verlaufender Teakholzplanken mit einer Stärke von 203 mm verlegt, auf die wiederum die Panzerplatten von 14 bzw. 152 mm Stärke verlegt wurde. Die vertikal verlaufenden Teakholzplanken wurden durch Eisenwinkel gleicher Dicke verstärkt. Sie sollten ein Einbeulen der Panzerung bei Treffern verhindern. Die Unterfütterung mit Teakholz verhinderte einerseits ein Absplittern von Teilen der spröden Panzerung, andererseits dämpfte das elastische Material die eingeleiteten Kräfte und verhinderte so ein Ausreißen der Befestigungsbolzen der Panzerung. Die 25,4 mm starke Zwischenschicht aus Eisen sollte Splitter und Geschosse auffangen, welche die äußere Panzerung durchschlagen hatten. Die Innenhaut mit einer Stärke von 14,3 mm bildete die letzte Schicht. Diese Panzerung sollte nach Meinung Tschernjawskis besser vor Treffern schützen als die Panzerung der Bellerophon. Vorteil der zweilagigen Panzerung war neben der höheren Qualität auch der geringere Preis gegenüber einer einlagigen Panzerung vergleichbarer Stärke und die Tatsache, dass Panzerplatten größerer Stärke in Russland nur schwer herzustellen waren. Die Frontpanzerung der Türme wurde auf 165 mm verstärkt, die Seiten und die Rückwände waren 127 mm stark gepanzert.
Die Änderungen an der Panzerung vergrößerten die Verdrängung um ungefähr 240 t. Dadurch vergrößerte sich der mittlere Tiefgang um 0,3 m, am Heck auf insgesamt 5,6 m. Dies erschien zulässig, ein negativer Einfluss auf die Eigenschaften des Schiffes wurde nicht befürchtet. Um den Freibord von 1,52 m zu erhalten, wurden die Bordwände um 0,3 m erhöht.
Anstelle der ursprünglich vorgesehenen zweiflügeligen Schiffsschrauben wurden nun dreiflügelige mit einem Durchmesser von 4,57 m verbaut. Dadurch wurde der durch die größere Verdrängung verursachte Geschwindigkeitsverlust teilweise kompensiert. Gleichzeitig wurde die Ruderanlage modifiziert. Statt gewöhnlicher kamen nun balancierte Ruder zum Einsatz. Der Befehlshaber des Panzergeschwaders, Konteradmiral I. F. Lichatschew (И. Ф. Лихачев) setzte diese Änderung in einer Nachschrift zum Bauauftrag am 26. Oktober 1865 durch. Als vorteilhaft wurde die bessere Manövrierbarkeit des Schiffes bei kleiner Fahrt angesehen. Dadurch konnten auch Überlastungen der Ruderanlage vermieden werden, wie sie bei der Perwenez (Первенец) und der Ne tron menja (Не тронь меня) aufgetreten waren.
Die Schiffmaschinenanlage wurde ebenfalls von Carr and MacPherson geliefert. Im Dezember 1865 wurden auch hier Änderungen vorgenommen. Die ursprünglich vorgesehene Leistung von 400 PS wurde auf das Fünffache, 2000 PS, angehoben. Um diese Leistung zu erreichen, wurden Rost- und Heizflächen des Kessels erhöht. Sicherheitshalber setzte man gegenüber den damals als Standard geltenden britischen Normen um 25 % größere Flächen an. Weiterhin war ein Überhitzer vorgesehen. Zur Dampferzeugung sah man insgesamt fünf Flammrohrkessel mit horizontal liegenden Rohren mit einem Durchmesser von 64 mm vor. Dabei wurden die Rauchgase am hinteren Ende des Kessels umgeleitet und nochmals durch den Kessel geführt. Der Dampfdruck sollte bei 1,76 kg/cm2 liegen. Zum Einsatz kam eine Zweizylinder-Dampfmaschine mit liegenden Zylindern und einfacher Dampfdehnung. Die Zylinderbohrung vergrößerte sich auf 1730 mm. Der Kohlevorrat war mit ungefähr 260 t veranschlagt. Bei einer Geschwindigkeit von 9 Knoten ergab das einen Fahrbereich von 1200 bis 1500 Seemeilen.
Bereits im Januar 1865 wurde endgültig der Einbau von je zwei 11-Zoll-Kanonen festgelegt. Diese Hinterlader mit gezogenem Rohr und einem prismatischen Keilverschluss wurden zunächst von Krupp aus Deutschland bezogen und später in Russland in den Obuchow-Werken hergestellt. Die Waffen sollten in die von Pestitsch konstruierten Türme eingebaut werden. Der Schildzapfen der Kanonen konnte drei Positionen einnehmen, der Abstand zwischen mittlerer und unterer Position betrug dabei 330 mm. Auf der Admiral Lasarew wurde der Schildzapfen mittels einer hydraulischen Handpumpe bewegt, dabei betrug die Zeit für das Anheben bzw. Absenken 3,5 min. Je nach Position des Schildzapfens lag der Richtbereich zwischen −3° und +6° (obere Position), 0° bis +9° (mittlere Position)bzw. +6° und +13° (untere Position). Die Geschütztürme für alle vier Fregatten entstanden in Zusammenarbeit mit der Fabrik von Charles Baird (Чарльз Берд) in St. Petersburg.
Im März 1866 wurden erneut Änderungen am Projekt vorgenommen. Nach dem Vorbild der HMS Bellerophon sollte im Doppelboden des Schiffes ein Entwässerungsrohr verlegt werden, um den Raum zwischen den Böden ständig trocken zu halten. Wegen der bereits begonnenen Arbeiten am Schiff gestaltete sich die Umsetzung der Änderung schwierig. Daher wurde festgelegt, das Rohr nicht über die gesamte Länge des Schiffes zu führen und es nur an den Stellen einzubauen, an denen sich Wasser im Doppelboden sammeln konnte. In Auswertung des Untergangs der britischen Fregatte Prince Consort während eines Sturmes im Jahre 1862 wurden die Sülle der Luken an Oberdeck um 400 mm erhöht. Nach dem Vorbild der italienischen Korvette Affondatore erhielten die Dächer der Türme Öffnungen für Visere und für den Abzug von Rauchgasen. Auf der Admiral Lasarew wurden diese Öffnungen durch einfache Bleche abgedeckt. Das Panzerdeck war ursprünglich 25,4 mm stark und bestand aus nur einer Lage Panzerplatten. Wie auf der Korvette Minin (Минин) wurde die Konstruktion in eine zweilagige Ausführung geändert, die obere Lage sollte 15,9 mm, die untere 9,5 mm stark sein. Zwischen die Lagen sollte ein dünnes Tuch und eine dicke Schicht Filz eingebracht werden. Grund war die einfachere Herstellung dünnerer Panzerplatten, außerdem erhoffte man sich eine höhere Beschussfestigkeit des Decks.
Obwohl größer und leistungsstärker als ihre Vorgänger, entsprachen die Schiffe noch nicht den damaligen Vorstellungen einer Fregatte und wurden daher als gepanzerte Batterien (броненосная батарея) klassifiziert. Am 4. Juli 1866 erhielt der Name aller Schiffe den Zusatz Admiral, am 8. November des gleichen Jahres erfolgte noch vor dem Baubeginn eine Umklassifizierung zur Panzerturmfregatte (Броненосный башенный фрегат).
Die Admiral Lasarew wurde als zweites Schiff der Serie offiziell am 17. Mai 1867 auf Kiel gelegt. Obwohl der Bau für damalige Verhältnisse unglaublich schnell voranging, verzögerten der Bau der geschmiedeten Steven und andere Probleme den Bau des Schiffes. Dennoch konnte die Admiral Lasarew als erstes Schiff der Serie am 9. September 1867 vom Stapel gelassen werden. Nach dem Stapellauf hatte das Schiff einen Tiefgang von 2,74 m am Heck und 1,52 m am Bug. Die Abweichung in der Längsachse betrug nur 4,76 mm.
Der weitere Ausbau des Schiffes wurde durch verspätete Lieferung von Ausrüstungsteilen und nochmalige Änderungen des Projektes verzögert. Der Durchmesser der Geschütztürme wurde geändert, ebenso der Aufbau der Brücke. Diese Änderungen führten auch zum Überschreiten der projektierten Verdrängung. Dies zwang wiederum zu einer Änderung des Riggs. Die Segelfläche wurde reduziert und beschränkte sich auf Toppsegel und Trysegel. Das Rigg sollte nur noch bei Ausfall der Maschinenanlage benutzt werden oder um die Kränkung des Schiffes zu verringern. Bereits im Oktober 1867 wurde der Einbau von dampfbetriebenen Winden festgelegt, die unter Deck installiert werden sollten. Die Konstruktion wurde bis Januar 1868 in Russland fertiggestellt, die Winden mussten jedoch in England gebaut werden. Die Ankeranlage wurde ebenfalls nochmals geändert. Für die Admiral Lasarew wurde ein Martin-Anker in England bestellt.
Im Mai 1868 war das Schiff zur Überführung nach Kronstadt bereit. Wegen des geringen Wasserstandes der Newa musste das Schiff auf ebenen Kiel mit einem Tiefgang von 3,16 m ausbalanciert werden. Die deshalb entfernten Panzerplatten wurden im Winter 1868/69 im Petrowski-Dock in Kronstadt wieder angebaut. Zur Fertigstellung des Schiffes wurde Fachpersonal aus den St. Petersburger Werften nach Kronstadt abkommandiert.
Insbesondere die verspätete Lieferung von Material und Ausrüstungsgegenständen verzögerte den Bau immer wieder. Die Fertigstellung der Geschütztürme verzögerte sich um zwei Jahre und konnte erst im Jahr 1871 abgeschlossen werden. Dabei wurden für den Bau der Türme der Admiral Lasarew schon Panzerplatten benutzt, die ursprünglich für den Rumpfpanzer der Minin vorgesehen waren.

## Erprobung und Einsatz

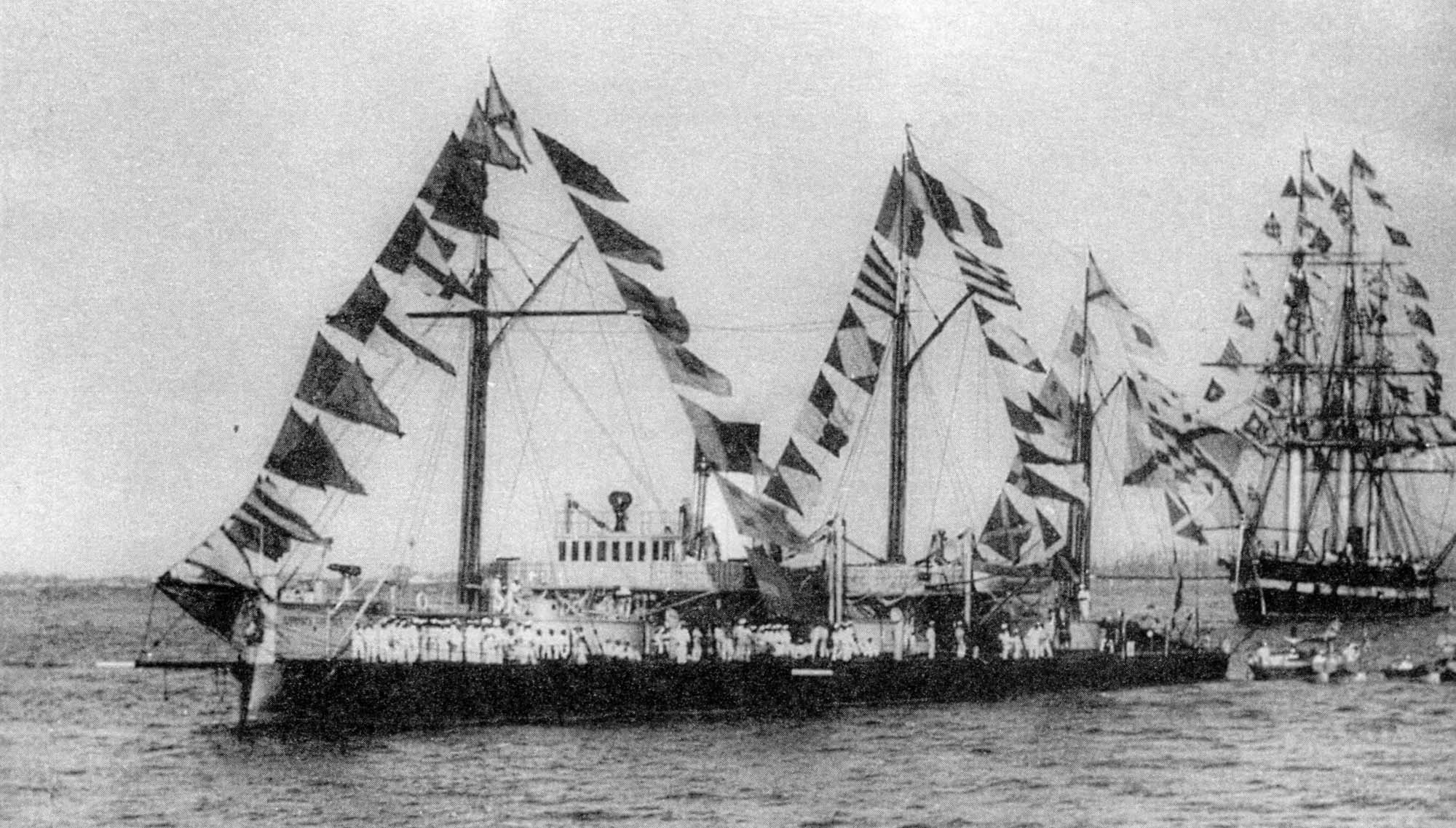
Admiral Lasarew auf der Reede von Kronstadt, die Hecklastigkeit ist deutlich zu erkennen

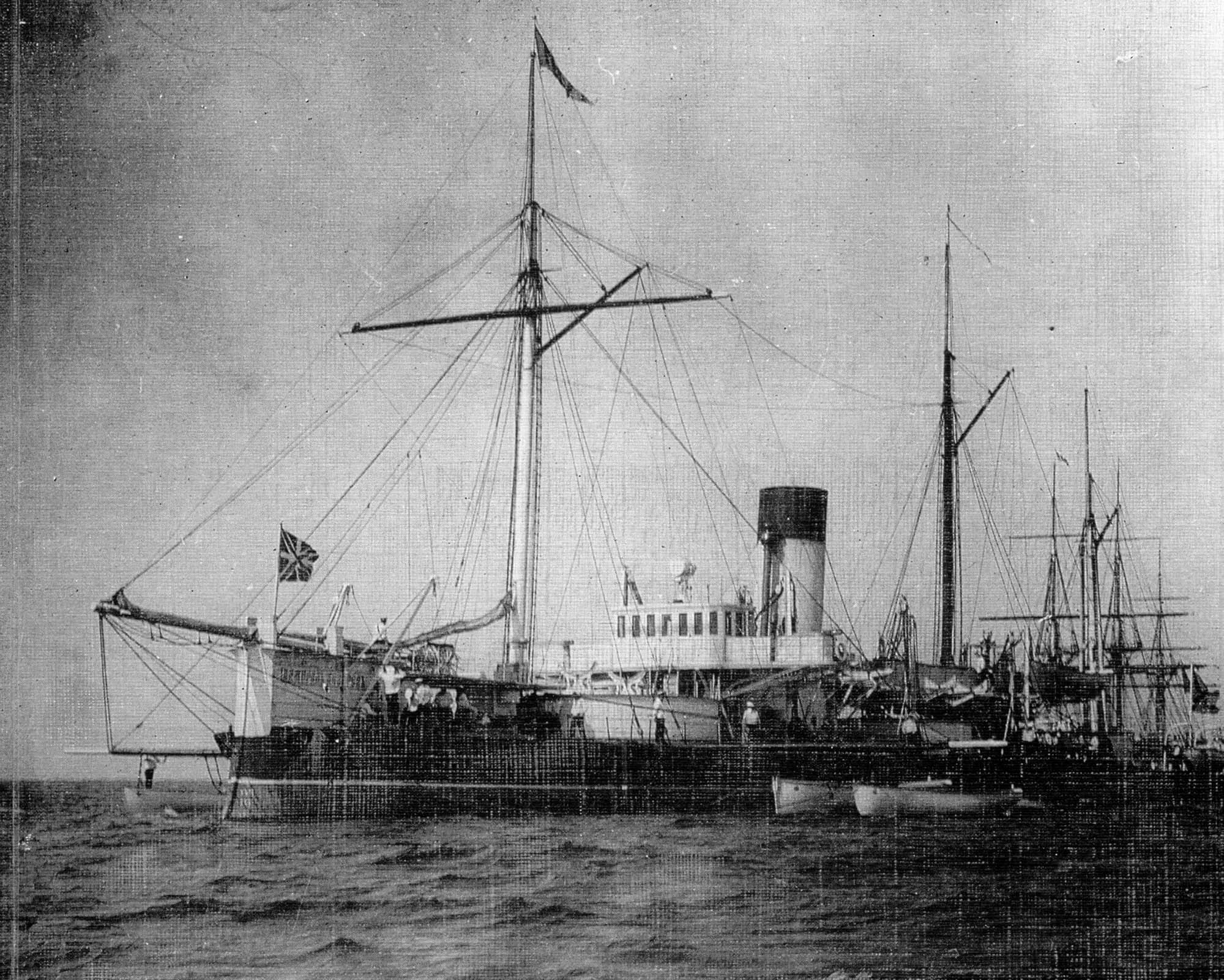
Admiral Lasarew, Bauzustand 1890er-Jahre mit 28-cm-Kanonen

Bei der Seeerprobung der Admiral Lasarew wurde wie bei allen Schiffen der Serie ein größerer Tiefgang als projektiert gemessen. Dabei war das Schiff stark hecklastig, das Heck lag rund 1,5 m tiefer im Wasser als der Bug.
Am 10. Oktober 1871 erreichte die Admiral Lasarew auf der Messstrecke zwischen der Reede von Kronstadt und dem Tolbuchin-Leuchtturm eine Geschwindigkeit von 10,4 Knoten. Die Leistung wurde bei dieser Probefahrt mit 2004 PS indiziert, das Schiff hatte nur 64 t Kohle geladen. Die Erprobung musste abgebrochen werden, da die in Kronstadt einlaufende Fregatte Admiral Spiridow nicht rechtzeitig stoppen konnte und die Admiral Lasarew mittschiffs auf der Steuerbordseite rammte. Infolge der Havarie wurden verschiedene Abteilungen des Schiffes geflutet, das Schiff bekam schnell eine Schlagseite von 8°. Nur durch rechtzeitigen Einsatz von Feuerlöschbarkassen und anderen Booten konnte eine Katastrophe verhindert werden.
Die Hecklastigkeit des Schiffes hatte zur Folge, dass die Geschütze nicht in einer horizontalen Ebene standen. Dies machte ein Feuern der Kanonen während der Fahrt schwierig. Vizeadmiral Popow ließ daher einige Umbauten vornehmen, um die Gewichte auf dem Schiff besser zu verteilen. Die Arbeiten wurden 1873 ausgeführt. Nach dem Abschluss der Arbeiten fuhr die Admiral Lasarew im Sommer 1873 bei sehr hoher See und Windstärke 10 von Kronstadt nach Reval. Dabei wurden verschiedene Kurse in Bezug auf Wellen und Windrichtung gefahren. Nach dem Ende der achtstündigen Erprobung bemerkte Popow, das Schiff schwimme auf den Wellen „wie eine Ente“ und bescheinigte dem Schiff eine exzellente Seetüchtigkeit.
Um das Schiff weiter zu erleichtern, schlug Popow den Ersatz des Heckturms durch eine offene Barbette vor. In der Barbette sollte eine 305-mm-Kanone zum Einsatz kommen. Da die Waffe jedoch nicht ausgereift erschien, wurde der Vorschlag Popows verworfen. Ein weiterer Vorschlag Popows, der Austausch der 229-mm-Geschütze gegen Kanonen vom Kaliber 280 mm, wurde jedoch angenommen. Dabei wurde in jedem Turm eine 280-mm-Kanone anstelle der beiden 229-mm-Geschütze installiert. Nach dem Tausch waren die Admiral Lasarew und die Admiral Greig nach der Pjotr Weliki die Schiffe mit der mächtigsten Artilleriebewaffnung in der russischen Flotte, das Gewicht einer Salve lag bei 750 kg.
Im Jahr 1878 vergrößerte sich die Gefahr des Ausbruchs eines Krieges zwischen dem Vereinigten Königreich und Russland. Die Fregatten sollten in der ersten Verteidigungslinie St. Petersburg eingesetzt werden und die vor Kronstadt verlegten Minenfelder decken. Dies führte nochmals zu einer Umbewaffnung. Um das Feuer gegen die schwächer gepanzerten Decks gegnerischer Schiffe führen zu können, wurde die Bewaffnung durch Mörser mit dem Kaliber 229 verstärkt. Zur Abwehr von Seeminen bekamen die Schiffe je vier 87-mm-Kanonen und eine 47-mm-Kanone System Enquist.
Zwischen 1881 und 1892 wurden auf der Admiral Lasarew die Kessel getauscht. Im Jahr 1878 erhielt das Schiff eine dampfgetriebene Ruderanlage, die sich bereits auf der Pamjat Merkuria (Память Меркурия) und der Admiral Nachimow (Адмирал Нахимов) bewährt hatte.
Im Jahr 1892 wurde die Admiral Lasarew wie ihre Schwesterschiffe als Küstenpanzerschiff umklassifiziert. Im selben Jahr erhielt das Schiff auch eine Minenverlegeeinrichtung, die Gefechtsbeladung lag zwischen 12 und 15 Seeminen. Im Folgejahr ergab eine Überprüfung, dass sich der Rumpf des Schiffes in einem guten Zustand befand und das Schiff noch weitere 20 Jahre dienen könne.
Zwischen 1901 und 1903 wurden nochmals die Kessel getauscht. Gleichzeitig wurde die Bewaffnung des Schiffes modernisiert. Die Hauptbewaffnung blieb erhalten, jedoch wurden die kleinkalibrigen Waffen durch neue Typen ersetzt. Eingerüstet wurden eine 64-mm-Kanone sowie drei 37-mm-Revolverkanonen von Hotchkiss. Da konzeptionell mittlerweile veraltet, kam das Schiff in den Ausbildungseinheiten der Baltischen Flotte zum Einsatz.
Im Jahr 1911 wurde das Schiff schließlich aus dem Dienst zurückgezogen und zum Abwracken nach Deutschland verkauft. Auf der Überfahrt im Dezember 1912 sank die Admiral Lasarew im Schlepp während eines Sturmes in der Ostsee.